# Vaulandry
Vaulandry est une commune déléguée française, située dans le département de Maine-et-Loire, en région Pays de la Loire
Le 1er janvier 2013, Vaulandry fusionne avec Clefs pour former la commune nouvelle de Clefs-Val d'Anjou, dont elle est une commune déléguée. Le 1er janvier 2016, Clefs et Vaulandry fusionnent avec d'autres communes, pour former la commune nouvelle de Baugé-en-Anjou dont elles constituent depuis cette date des communes déléguées.
Cette commune rurale se situe dans le Baugeois, au nord-est de la ville de Baugé.

## Géographie

### Localisation
Ce village angevin de l'Ouest de la France se situe dans le Baugeois, au nord-est de Baugé, sur la route D195 qui va de Baugé à Thorée-les-Pins (Sarthe).
Le Baugeois est la partie nord-est du département de Maine-et-Loire. Il est délimité au sud par la vallée de l'Authion et celle de la Loire, et à l'ouest par la vallée de la Sarthe.

### Territoire
L'altitude de la commune varie de 46 à 87 mètres, pour une altitude moyenne de 67 mètres, et s'étend sur près de 28 km2 (2 765 hectares).
Son territoire se trouve sur l'unité paysagère du Plateau du Baugeois. Le relief du Baugeois est principalement constitué d'un plateau, aux terrains sablonneux, siliceux ou calcaires, caractérisés par de larges affleurements sédimentaires, crétacés, sables et calcaires aux teintes claires.
Située dans une vallée, dont les bords boisés se relèvent au Nord, une partie de la commune est classée Natura 2000 pour le site d'importance communautaire de la vallée du Loir de Vaas à Bazouges et ses abords, et comporte plusieurs zones naturelles d'intérêt écologique, floristique et faunistique (ZNIEFF), pour la zone humide et lande en forêt du Pugle, les prairies humides des trufferiez, les prairies humides de Turbilly, les prairies humides du ruisseau du Gué-de-Bré, la vallée des Cartes et de la Vesotière, celles des bois de Lanfray, bois de Parnay, massif du Graffard et bois de La Roltière, et celle de la vallée du Loir de Pont-de-Braye à Bazouges-sur-Loir.

### Hydrographie
Le ruisseau des Cartes prend sa source et traverse la commune. Il a pour principal affluent le ruisseau de la Valette.

### Climat
Son climat est tempéré, de type océanique. Le climat angevin est particulièrement doux, du fait de sa situation entre les influences océaniques et continentales. Généralement les hivers sont pluvieux, les gelés rares et les étés ensoleillés.

### Aux alentours
Les communes les plus proches sont Clefs (4 km), Montpollin (5 km), Saint-Martin-d'Arcé (5 km), Pontigné (5 km), Saint-Quentin-lès-Beaurepaire (6 km), Genneteil (7 km), Baugé (8 km), Savigné-sous-le-Lude (8 km), Lasse (8 km) et Fougeré (9 km).

## Urbanisme
Morphologie urbaine : le village s'inscrit dans un territoire essentiellement rural.

## Toponymie et héraldique

### Toponymie
Formes anciennes du nom : Vallis Landardi en 1073, Parrochia de Vallibus et Vallis Landrici au XIIe siècle, Ecclesia Sancti Petri de Valle Landrici en 1159, Valis Landri en 1326, Vaulandry en 1685, puis Vollandry, Vaulandry et Volandry aux XVIIIe et XIXe siècles, pour devenir définitivement Vaulandry au XXe siècle (décret du 27 avril 1956),,.
Nom des habitants : les Vallilandriais.

### Héraldique
|  | Écartelé : au 1er d'or au chardon de sinople, fleuri de gueules et mouvant d'un croissant du même, au 2e de sinople au pairle d'argent, la branche senestre alésée et aiguisé, chargé de quatre fers de moulin de sable posés à plomb, au 3e de sinople à la tour d'or, maçonnée de sable, ouverte et ajourée du champ, au 4e d'or au sanglier de sable surmonté de deux pommes de pin au naturel. |

Le blason de la commune Vaulandry représente : le blason de la Famille de Menon de Turbilly, qui a fondé la paroisse Saint-Pierre de Vaulandry (en haut à gauche), le ruisseau des Cartes, qui prend sa source à Vauclandry (en haut à droite), la chateau de Turbilly (en bas à gauche) et l'élevage de sangliers et les forêts de pins .

## Histoire

### Moyen Âge
Au XVe siècle le roi René, qui aime venir chasser dans les forêts de la région, fait reconstruire le château de Baugé.

### Ancien Régime
Sous l'Ancien Régime, la paroisse dépend de la sénéchaussée angevine de Baugé.

### Époque contemporaine
À la réorganisation administrative qui suit la Révolution en 1790, la commune est d'abord rattachée au canton de Fougeré, puis en 1800, à celui de Baugé. Il est intégré au district de Baugé, puis en 1800 à l'arrondissement de Baugé, et à sa disparition en 1926, à l'arrondissement de Saumur.

### Commune nouvelle de Clefs-Val-d'Anjou
En 2011, les communes de Cheviré-le-Rouge, Clefs, Fougeré, Saint-Quentin-lès-Beaurepaire et Vaulandry consultent la population afin d'engager un regroupement de communes, sur le même modèle que Baugé-en-Anjou. Deux communes ayant voté contre, le projet est abandonné,.
Les équipes municipales de Clefs et de Vaulandry décident alors un rapprochement entre leurs deux seules communes, sous la forme d'une commune nouvelle régie par la loi du 16 décembre 2010, et initialement dénommée « Clevaulanjou ».
Après deux réunions publiques organisées dans les deux communes en octobre, le projet est voté par les deux conseils municipaux le 30 octobre. Déposé auprès de la préfecture de Maine-et-Loire, le projet est validé par le préfet le 19 novembre, sous le nom de Clefs-Val d'Anjou.
| Nom de la commune | Population (2010) | Surface (hectares) | Alt. mini (mètres) | Alt. maxi (mètres) |
| ----------------- | ----------------- | ------------------ | ------------------ | ------------------ |
| Clefs             | 979               | 2 592              | 30                 | 97                 |
| Vaulandry         | 313               | 2 765              | 46                 | 87                 |
| Ensemble          | 1 292             | 5 357              | 30                 | 97                 |

En 2014, un nouveau projet de fusion se dessine, les municipalités de la communauté de communes du canton de Baugé envisageant de se réunir en une seule commune. Le 29 avril 2015, le conseil communautaire se prononce en faveur du projet de commune nouvelle constituée des communes déléguées de Baugé, Montpollin, Pontigné, Saint-Martin-d'Arcé, Le Vieil-Baugé, Clefs, Vaulandry, Bocé, Cuon, Chartrené, Cheviré-le-Rouge, Le Guédeniau, Échemiré, Fougeré, Saint-Quentin-lès-Beaurepaire. Le 18 mai, l'ensemble des conseils municipaux vote en faveur de la création de la commune nouvelle. L'arrêté préfectoral est signé le 10 juillet et porte sur la création au 1er janvier 2016 de la commune nouvelle de « Baugé-en-Anjou », groupant les communes de Baugé-en-Anjou, Bocé, Chartrené, Cheviré-le-Rouge, Clefs-Val d'Anjou, Cuon, Échemiré, Fougeré, Le Guédeniau et Saint-Quentin-lès-Beaurepaire.

## Politique et administration

### Administration actuelle
Le 1er janvier 2013 Vaulandry devient une commune déléguée au sein de la commune nouvelle de Clefs-Val d'Anjou, disposant d'un maire délégué, puis le 1er janvier 2016 une commune déléguée de Baugé-en-Anjou. Le conseil municipal de la commune de Baugé-en-Anjou du 23 mai 2020 décide de la création de 15 conseils communaux, un par commune déléguée, composés d'élus et de conseillers consultatifs pour assister le maire délégué,.
| Période                                  | Période  | Identité    | Étiquette | Qualité |
| ---------------------------------------- | -------- | ----------- | --------- | ------- |
| janvier 2013                             |          | Alain Jarry |           |         |
| janvier 2016                             | mai 2020 | Guy Lasseux |           |         |
| mai 2020                                 | en cours | Luc Gourin  |           |         |
| Les données manquantes sont à compléter. |          |             |           |         |

### Administration ancienne
La commune est créée à la Révolution. Municipalité en 1790. Au 31 décembre 2012, le conseil municipal est composé de 11 élus.
| Période                                  | Période                                         | Identité                         | Étiquette | Qualité                   |
| ---------------------------------------- | ----------------------------------------------- | -------------------------------- | --------- | ------------------------- |
| 1788                                     |                                                 | Destaigne                        |           | syndic de la municipalité |
| 1792                                     |                                                 | François Allory                  |           |                           |
| an IV                                    |                                                 | Jean-Adam-Thomas Destaigne       |           | agent municipal           |
| an VI                                    |                                                 | Jacques-François Foucault        |           | agent municipal           |
| 1er messidor an VIII (20 juin 1800)      | 4 thermidor an XI (23 juillet 1803) (démission) | J.-A.-T. Destaigne               |           |                           |
| 3 pluviôse an XII (24 janvier 1804)      | (décès)                                         | Jacques-François Foucault        |           |                           |
| 30 juillet 1813                          |                                                 | Jean-Baptiste-François Chevalier |           |                           |
| 7 décembre 1815                          |                                                 | Pierre Guays                     |           |                           |
| 21 novembre 1818                         |                                                 | André-Patrice-Édouard de Galway  |           |                           |
| 17 mars 1827                             |                                                 | Jacques Freslon                  |           |                           |
| 26 août 1841                             |                                                 | Joseph Huguet                    |           |                           |
| 1853                                     |                                                 | Augustin Souillet                |           |                           |
| 1860                                     |                                                 | François Reveau                  |           |                           |
| 1875                                     | 19 septembre 1886 (démission)                   | Jean Richard                     |           |                           |
| 1887                                     |                                                 | Jean Crespin                     |           |                           |
| 1900                                     |                                                 | Jean-Baptiste Clavier            |           |                           |
| 1925                                     |                                                 | Louis Guyon                      |           |                           |
| 1935                                     |                                                 | Auguste Corvaisier-Martin        |           |                           |
| 1940                                     |                                                 | Maurice Riffier                  |           |                           |
| mai 1953                                 |                                                 | Alain Cathelineau                |           |                           |
| mars 1965                                |                                                 | Raymond Viedamour                |           |                           |
| juin 1995                                | décembre 2012                                   | Alain Jarry                      |           |                           |
| Les données manquantes sont à compléter. |                                                 |                                  |           |                           |

### Jumelage
La commune ne comporte pas de jumelage.

### Ancienne situation administrative

#### Intercommunalité
Au 31 décembre 2012, la commune est intégrée à la communauté de communes canton de Baugé ; structure intercommunale ayant pour objet d'associer des communes au sein d'un espace de solidarité, en vue de l'élaboration d'un projet commun de développement et d'aménagement de l'espace.
Créée en 1994, cette structure intercommunale regroupe jusqu'en décembre 2012 quinze communes du canton, dont Baugé, Clefs et Vaulandry.
La communauté de communes est, à cette date, membre du syndicat mixte Pays des Vallées d'Anjou (SMPVA), structure administrative d'aménagement du territoire regroupant six communautés de communes : Beaufort-en-Anjou, canton de Baugé, canton de Noyant, Loir-et-Sarthe, Loire Longué, Portes-de-l'Anjou.

#### Autres administrations
Au 31 décembre 2012, la commune de Vaulandry est adhérente du conseil de développement du Pays des Vallées d'Anjou (CDPVA), du syndicat intercommunal d'eau et d'assainissement de l'agglomération baugeoise, du syndicat mixte intercommunal de valorisation et de recyclage thermique des déchets de l'Est Anjou (SIVERT), du syndicat intercommunal pour l'aménagement du Couasnon (SIAC).
Le SIVERT est, à ce moment, le syndicat intercommunal de valorisation et de recyclage thermique des déchets de l'Est Anjou, situé à Lasse.

#### Autres circonscriptions
Au 31 décembre 2012, la commune de Vaulandry fait partie du canton de Baugé et de l'arrondissement de Saumur. Le canton de Baugé comprenait à cette date quinze communes, dont Cuon, Bocé et Le Vieil-Baugé. C'est l'un des quarante et un cantons que compte le département ; circonscriptions électorales servant à l'élection des conseillers généraux, membres du conseil général du département.
À cette date, Vaulandry est dans la troisième circonscription de Maine-et-Loire, composée de huit cantons dont Longué-Jumelles et Noyant. La troisième circonscription de Maine-et-Loire est l'une des sept circonscriptions législatives que compte le département.

## Population et société

### Évolution démographique
L'évolution du nombre d'habitants est connue à travers les recensements de la population effectués dans la commune depuis 1793. À partir du 1er janvier 2009, les populations légales des communes sont publiées annuellement dans le cadre d'un recensement qui repose désormais sur une collecte d'information annuelle, concernant successivement tous les territoires communaux au cours d'une période de cinq ans. 
Pour les communes de moins de 10 000 habitants, une enquête de recensement portant sur toute la population est réalisée tous les cinq ans, les populations légales des années intermédiaires étant quant à elles estimées par interpolation ou extrapolation. Pour la commune, le premier recensement exhaustif entrant dans le cadre du nouveau dispositif a été réalisé en 2006,.
En 2010, la commune comptait 313 habitants.
| 1831 | 1836 | 1841 | 1846 | 1851 | 1856 | 1861 | 1866 | 1872 |
| ---- | ---- | ---- | ---- | ---- | ---- | ---- | ---- | ---- |
| 746  | 826  | 771  | 781  | 800  | 781  | 773  | 780  | 731  |

| 1876 | 1881 | 1886 | 1891 | 1896 | 1901 | 1906 | 1911 | 1921 |
| ---- | ---- | ---- | ---- | ---- | ---- | ---- | ---- | ---- |
| 705  | 690  | 689  | 682  | 688  | 687  | 733  | 710  | 651  |

| 1926 | 1931 | 1936 | 1946 | 1954 | 1962 | 1968 | 1975 | 1982 |
| ---- | ---- | ---- | ---- | ---- | ---- | ---- | ---- | ---- |
| 622  | 617  | 581  | 591  | 539  | 487  | 454  | 368  | 331  |

| 1990 | 1999 | 2004 | 2006 | 2009 | 2010 | - | - | - |
| ---- | ---- | ---- | ---- | ---- | ---- | - | - | - |
| 269  | 271  | 268  | 265  | 306  | 313  | - | - | - |

### Pyramide des âges
La population de la commune est relativement âgée. Le taux de personnes d'un âge supérieur à 60 ans (27,5 %) est en effet supérieur au taux national (21,8 %) et au taux départemental (21,4 %).
Contrairement aux répartitions nationale et départementale, la population masculine de la commune est sensiblement égale à la population féminine.
La répartition de la population de la commune par tranches d'âge est, en 2008, la suivante :
- 49,7 % d'hommes (0 à 14 ans = 21,7 %, 15 à 29 ans = 17,8 %, 30 à 44 ans = 20,4 %, 45 à 59 ans = 13,8 %, plus de 60 ans = 26,3 %) ;
- 50,3 % de femmes (0 à 14 ans = 19,5 %, 15 à 29 ans = 20,1 %, 30 à 44 ans = 17,5 %, 45 à 59 ans = 14,3 %, plus de 60 ans = 28,6 %).

| Hommes | Classe d’âge | Femmes |
| ------ | ------------ | ------ |
| 0,0    | 90 ans ou +  | 0,0    |
| 9,2    | 75 à 89 ans  | 10,4   |
| 17,1   | 60 à 74 ans  | 18,2   |
| 13,8   | 45 à 59 ans  | 14,3   |
| 20,4   | 30 à 44 ans  | 17,5   |
| 17,8   | 15 à 29 ans  | 20,1   |
| 21,7   | 0 à 14 ans   | 19,5   |

| Hommes | Classe d’âge | Femmes |
| ------ | ------------ | ------ |
| 0,4    | 90 ans ou +  | 1,1    |
| 6,3    | 75 à 89 ans  | 9,5    |
| 12,1   | 60 à 74 ans  | 13,1   |
| 20,0   | 45 à 59 ans  | 19,4   |
| 20,3   | 30 à 44 ans  | 19,3   |
| 20,2   | 15 à 29 ans  | 18,9   |
| 20,7   | 0 à 14 ans   | 18,7   |

### Vie locale
Services publics présents dans la commune : mairie, école maternelle et primaire. D'autres services publics se trouvent à Baugé, dont le collège, l'hôpital intercommunal et le centre de secours.
La plupart des structures de santé se trouvent à Baugé (8 km), dont l'hôpital local, l'hôpital intercommunal du Baugeois et de la Vallée (95 places), et plusieurs maisons de retraite.
La collecte des déchets ménagers (tri sélectif) est organisée par la communauté de communes du canton de Baugé. La déchetterie intercommunale se situe dans la commune de Saint-Martin-d'Arcé.
Très répandu dans le Baugeois, un cercle de Boule de fort est présent dans la commune.

## Économie

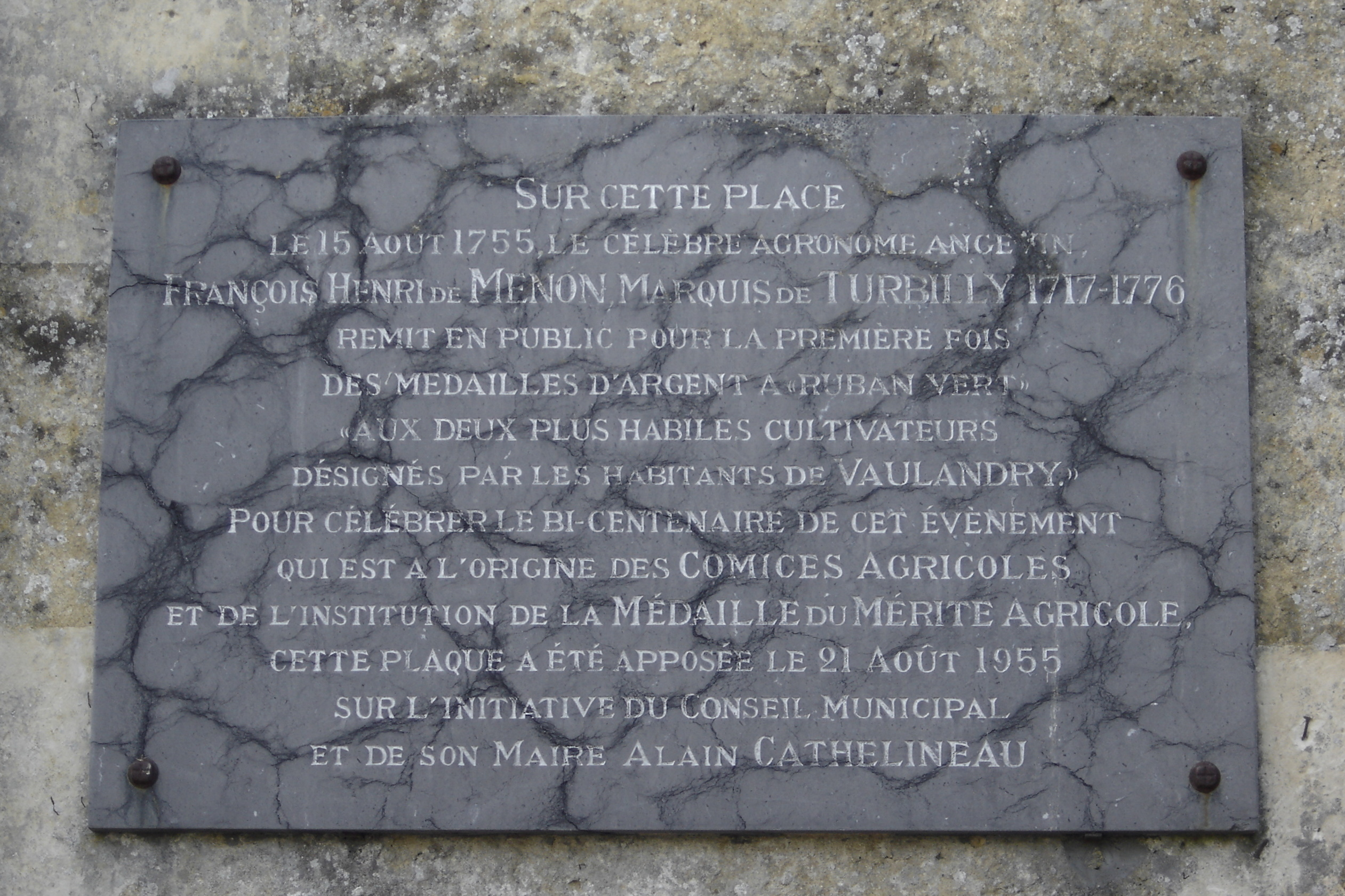
Plaque en souvenir des médailles d'argent à « ruban vert » remises aux deux plus habiles cultivateurs de 1755.

Au XVIIIe siècle, le marquis de Turbilly prend la tête du vaste domaine en partie à l'abandon. Préoccupé pour le remettre en l'état et fournir du travail aux habitants, il fait défricher et assécher les marais, et se lance dans des travaux agricoles. Ils donnent lieu à donner une courte notoriété à la commune.
Commune principalement agricole, en 2008, 23 établissements sont présents dans la commune, dont 61 % relèvent du secteur de l'agriculture. Deux ans plus tard, en 2010, sur 28 établissements présents, 50 % relèvent du secteur de l'agriculture (pour une moyenne de 17 % dans le département), 4 % du secteur de l'industrie, 7 % du secteur de la construction, 32 % de celui du commerce et des services et 7 % du secteur de l'administration et de la santé.
Liste des AOC sur le territoire :
- IGP Bœuf du Maine, IGP Porc de la Sarthe, IGP Volailles de Loué, IGP Volailles du Maine, IGP Œufs de Loué,
- IGP Cidre de Bretagne ou Cidre breton,
- IGP Maine-et-Loire blanc, IGP Maine-et-Loire rosé, IGP Maine-et-Loire rouge.

## Culture locale et patrimoine

### Lieux et monuments
La commune de Vaulandry comporte plusieurs inscriptions à l'inventaire du patrimoine, dont un monument historique.
- Église Saint-Pierre, du XIIe siècle, inscrite au titre des monuments historiques le 17 juillet 1926 (PA00109413)[48].

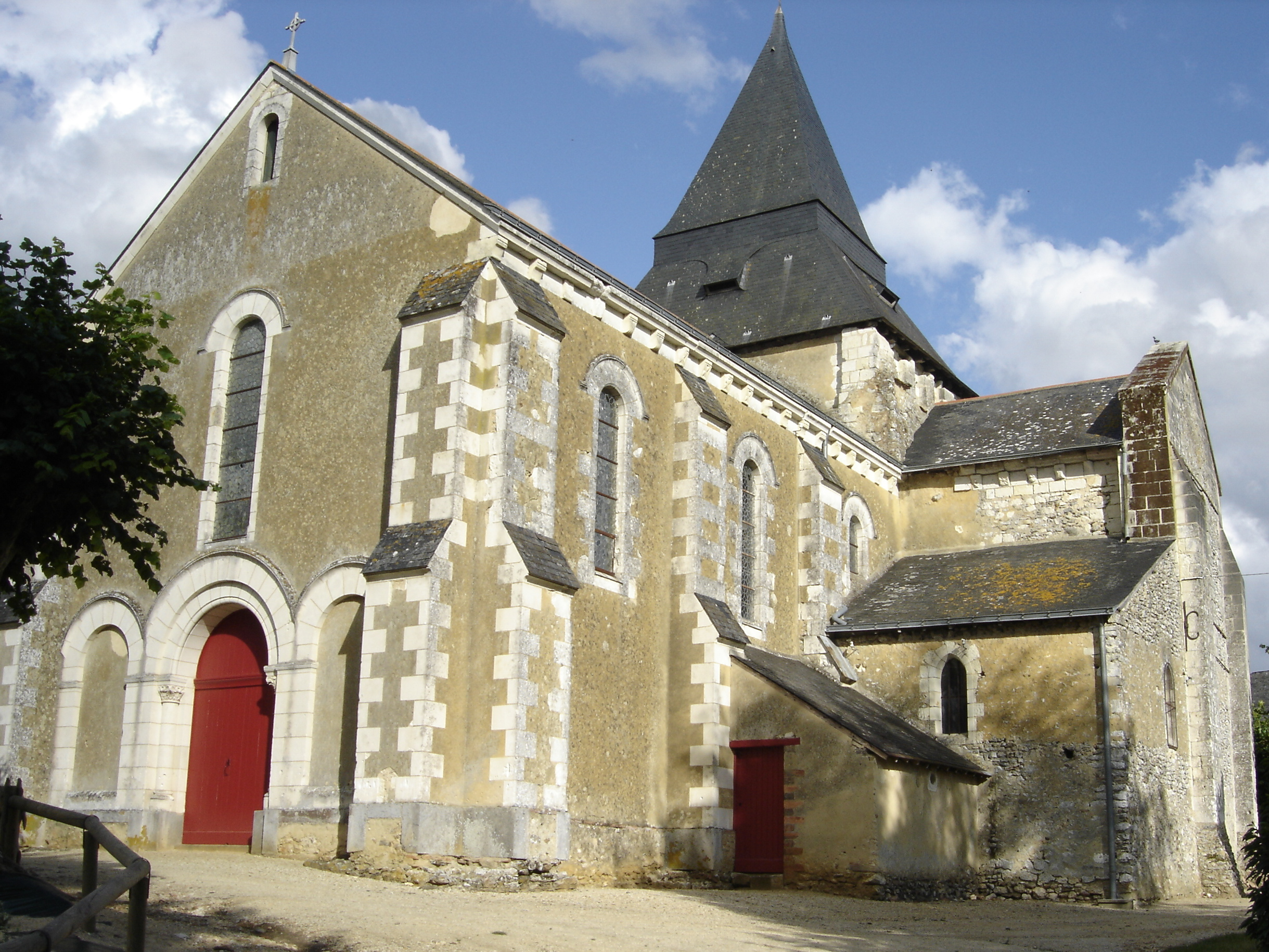
Église Saint-Pierre.
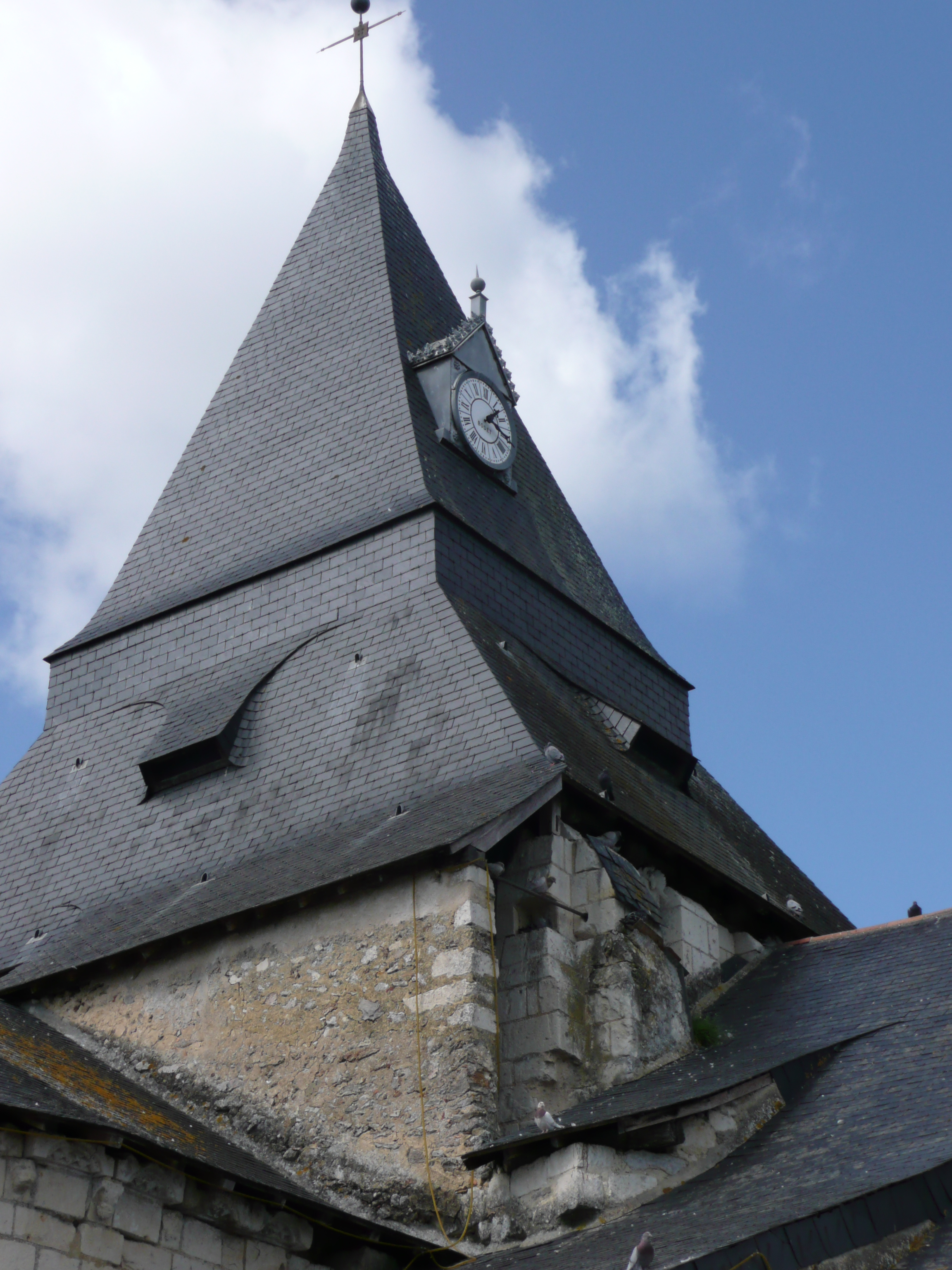
Le clocher.

- Chapelle Sainte-Anne, du XVIIIe siècle, Inventaire général.
- Château de Turbilly, des XVe, XVIIe et XVIIIe siècles, Inventaire général.
- Plusieurs fermes et maisons, des XVe, XVIe, XVIIe, XVIIIe et XIXe siècles, Inventaire général.
- Fours à chaux.
- Manoir dit la Cour, des XVIIe, XIXe et XIXe siècles, Inventaire général.
- Plusieurs moulins, des XVIIIe et XIXe siècles, Inventaire général.
- Presbytère dit le Prieuré, du XVIIe siècle, remanié au XVIIIe, Inventaire général.

### Personnalités liées à la commune
- Louis François Henri de Menon (1717-1776), marquis de Turbilly, agronome à l'origine de défrichements au XVIIIe siècle dont il rédigera Mémoire sur les défrichements en 1760[42].
- Jean-François Clouet des Pesruches (1918-1957), résistant, Compagnon de la Libération, cinéaste, mort à Vaulandry.
- Jean-Michel Sanejouand (1934-2021), peintre et sculpteur français, mort à Vaulandry.